# Indonésie na Letních olympijských hrách 1996
Indonésie se účastnila Letní olympiády 1996. Zastupovalo ji 40 sportovců v 11 sportech.

## Medailisté
| Medaile | Jméno                           | Sport     | Soutěž       |
| ------- | ------------------------------- | --------- | ------------ |
| Zlato   | Rexy Mainaky Ricky Subagja      | Badminton | muži čtyřhra |
| Stříbro | Mia Audina                      | Badminton | ženy dvouhra |
| Bronz   | Antonius Ariantho Denny Kantono | Badminton | muži čtyřhra |
| Bronz   | Susi Susanti                    | Badminton | ženy dvouhra |